# 大阪ゼロロクブルズの選手一覧
大阪ゼロロクブルズの選手一覧（おおさかゼロロクブルズのせんしゅいちらん）は、大阪ゼロロクブルズ（旧・06BULLS）に所属する選手・監督・コーチ、およびかつて所属していた主な選手の一覧である。
※当球団ではフィールドスタッフ以外のスタッフにも全員背番号が割り当てられているが、本記事には監督・コーチのみを記載する。

## 現役選手・スタッフ

### 監督・コーチ
| 名前     | 背番号 | 役職             | 備考 |
| -------- | ------ | ---------------- | ---- |
| 谷口功一 | 25     | 監督             |      |
| 藤井秀悟 | 23     | GM兼投手コーチ   |      |
| 小山桂司 | 37     | バッテリーコーチ |      |

### 投手
| 名前       | 背番号 | 投打 | 備考                              |
| ---------- | ------ | ---- | --------------------------------- |
| 神田瞳真   | 15     | 右右 | 2025年度新入団                    |
| 川崎優斗   | 16     | 右右 | 背番号43から変更                  |
| 山口爽太   | 17     | 右右 | 2025年度新入団                    |
| 巨瀬一真   | 19     | 右右 | 2025年度新入団                    |
| 尾崎滉太   | 20     | 右右 | 背番号29から変更                  |
| 中間大喜   | 21     | 右左 | 2025年度新入団                    |
| 池本陽太   | 27     | 右右 | 2025年度新入団                    |
| 竹村竜輝   | 28     | 右右 | 2025年度新入団 外野手登録より変更 |
| 式田悠生   | 35     | 右右 |                                   |
| 木山卓大   | 38     | 右右 |                                   |
| 三井将輝   | 47     | 右右 | 2025年度新入団 前年は和歌山に所属 |
| 久保寺透哉 | 48     | 右右 | 2025年度新入団 前年は和歌山に所属 |

### 捕手
| 名前       | 背番号 | 投打 | 備考             |
| ---------- | ------ | ---- | ---------------- |
| 加藤彰真   | 6      | 右右 | 2025年度新入団   |
| 稲垣嘉紀   | 22     | 右左 |                  |
| 近藤勘太   | 26     | 右右 | 2025年度新入団   |
| 岩波龍之介 | 36     | 右右 | 背番号27から変更 |

### 内野手
| 名前     | 背番号 | 投打 | 備考                            |
| -------- | ------ | ---- | ------------------------------- |
| 島田魁人 | 0      | 右右 | 背番号8から変更                 |
| 朝田健祥 | 1      | 右右 | 背番号9から変更                 |
| 菅野聖也 | 10     | 右左 | 背番号26から変更                |
| 濱田俊志 | 13     | 右左 | 2025年度新入団 前年は姫路に所属 |
| 増野樹   | 33     | 右右 | 背番号30から変更                |
| 森田真空 | 40     | 左左 | 2025年度新入団                  |
| 板野龍斗 | 46     | 右左 | 2025年度新入団                  |

### 外野手
| 名前     | 背番号 | 投打 | 備考                               |
| -------- | ------ | ---- | ---------------------------------- |
| 勝浦淳世 | 7      | 右左 | 2025年度新入団                     |
| 野島煌   | 9      | 右左 | 2025年度新入団                     |
| 小櫻康成 | 24     | 右右 |                                    |
| 石田一心 | 31     | 右右 |                                    |
| 高野恵貴 | 43     | 右右 | 背番号3から変更 内野手登録より変更 |
| 亀谷侑汰 | 45     | 右左 | 2025年度新入団 前年は姫路に所属    |
| 強       | 244    | 左左 |                                    |

## 過去に在籍した主な選手
06BULLS時代を含む。
- 遊馬ジェシー
- アブドラ・バラ - パキスタン人。2015年の退団後、徳島インディゴソックスに入団したが開幕前に退団。1年後に練習生として入団したが同年退団。
- 井坂功大 - 現・オリックス・バファローズ打撃投手[3]
- 石田哲也 - 香川オリーブガイナーズを経て、東京ヤクルトスワローズ打撃投手[4]。
- イッソー・タパ - ネパール人初のプロ野球選手[5]
- 上村健斗 - 最多盗塁（2017年・2018年）
- 落合秀市
- 堅木康生 - 現・東京ヤクルトスワローズブルペン捕手[6]
- 川咲寛司 - 最多勝利（2019年）
- 日下部光 - 退団後にSHIGA HIJUMPS監督
- 坂克彦 - 元・阪神タイガース (コーチ兼任)
- ジョム・バルデラマ - ベストナイン（2023年）
- 白戸颯 - 最多セーブ（2019年）
- 菅原秀 - 元・東北楽天ゴールデンイーグルス
- 返田岳 - 12か国のチームに所属歴を持ち「五大陸ベースボールマン」を名乗る[7]
- 孫入優希 - 首位打者（2018年）・最多打点（2018年）・最多本塁打（2018年・2019年）、2023年11月より球団代表[8]、2025年5月末で退任[9]
- 強 - 本職はシンガーソングライターで、1試合だけ出場
- 出口航平 - 最多打点（2020年）・最多本塁打（2020年）
- 内藤晃裕 - ベストナイン（2023年）
- 中村雅友  - 最多セーブ（2022年）
- 西尾瞭汰 - 最多勝利（2016年）
- 花岡洋平 - 最多盗塁（2019年）、登録名「洋平」
- 福永春吾 - 退団後、徳島インディゴソックス在籍中に2016年のNPBドラフト会議で阪神タイガースより指名される。
- 松尾孝治 - 最多セーブ（2015年）
- 洪成溶（朝鮮語版） - 元・韓国プロ野球LGツインズ。退団後にNCダイノスに入団し、韓国球界復帰。

## 歴代監督
- 村上隆行（2012年 - 2018年）
- 村田辰美（2019年 - 2020年）
- 桜井広大（2021年 - 2022年）
- 藤井秀悟（2023年 - 2024年）